# Maciste contre Zorro
Pour plus de détails, voir Fiche technique et Distribution.
Maciste contre Zorro (titre original : Zorro contro Maciste) est un film italo-espagnol réalisé par Umberto Lenzi, sorti en 1963.
Ce film est évidemment original pour un péplum car il met en scène un personnage de l'Antiquité, Maciste, dans l'Espagne du 17e siècle. Il affronte Zorro, le héros californien de Johnston McCulley.

## Synopsis
Le roi Philippe IV de Nogara meurt de la peste et sa succession reste ouverte. Ses deux nièces, Isabella Calderon de Nogara et Malva Guttierez de Nogara, sont en lice pour obtenir le titre de reine. Malva se doute que le testament de son oncle donnera le trône à sa cousine Isabella qui a toujours été sa préférée. Sachant que l'aide de camp du roi est en route pour ramener le testament au château, elle souhaite intercepter le document pour pouvoir monter sur le trône. Pour cela, elle engage Maciste pour qu'il retrouve le document, lui faisant croire qu'il réalise une mission pour le bien du royaume en protégeant des secrets militaires.
Isabella, se doutant des intrigues de sa cousine, cherche conseil auprès de son ami Ramon. Devant partir en voyage, il lui conseille de chercher de l'aide auprès de Zorro. Partant à sa recherche, elle le découvre dans le pays voisin, en Asturia. Lui expliquant la situation, il accepte de se mettre à son service et part à la recherche du testament.
Maciste réussit à récupérer le testament des mains des bandits ayant attaqué le convoi de l'aide de camp royal. Reprenant le chemin du château, il croise la route de Zorro. Les deux hommes n'arrêteront pas de s'opposer et de se voler mutuellement le document tout au long de leur voyage.
Finalement, après de nombreuses péripéties, c'est Maciste qui récupère le testament mais, pris de doutes quant à la probité de Malva, il cache le testament avant de se présenter devant elle. Piégé par celle-ci, il se retrouve en cellule et est témoin de l'arrestation de la princesse Isabella par sa cousine et Garcia, le capitaine des gardes. Ils comptent prendre possession du trône par la force mais Zorro intervient et Maciste utilise sa force colossale pour sortir de prison.
Le film s'achève sur Isabella devenue reine et épousant Zorro. Quant à Maciste, il part pour de nouvelles aventures...

## Fiche technique
- Titre original : Zorro contro Maciste
- Titre français : Maciste contre Zorro
- Titre français alternatif : Zorro contre Maciste[1]
- Réalisation : Umberto Lenzi
- Assistant réalisateur : Giancarlo Romitelli
- Scénario : Umberto Lenzi et Guido Malatesta
- Décors : Salvatore Giancotti
- Costumes : Walter Patriarca
- Maquilleur : Massimo Giustini
- Coiffeur : Violetta Pacelli
- Photographie : Augusto Tiezzi
- Son : Dino Fronzetti, Bruno Moreal
- Montage : Jolanda Benvenuti
- Musique : Angelo Francesco Lavagnino
- Production : Fortunato Misiano
- Société(s) de production : Romana Film
- Pays d'origine :  Italie  Espagne
- Langue originale : italien
- Format : Couleur (Eastmancolor) - 35 mm - 2,35:1 (Totalscope) - son Mono
- Genre : aventure, péplum
- Durée : 90 minutes
- Date de sortie :
  - Italie : 23 août 1963
  - France : 25 mars 1964

Source : 

## Distribution
- Alan Steel (VF : Claude Bertrand) : Maciste (Samson dans la version américaine)
- Pierre Brice (VF : Gabriel Cattand) : Zorro / Ramon
- Moira Orfei (VF : Jacqueline Rivière) : Malva de Nogara
- Maria Grazia Spina (VF : Anne Carrère) : Isabella de Nogara
- Andrea Aureli (VF : Jean Violette) : Rabek
- Massimo Serato (VF : Raymond Loyer) : Garcia de Higuera, le capitaine de la garde royale
- Loris Gizzi (VF : Maurice Dorléac) : Don Alvarez
- Attilio Dottesio (VF : Robert Le Béal) : le général Savedra (Saveria en VO)
- Aldo Bufi Landi (VF : Yves Furet) : Delkor
- Renato Malavasi (VF : Jean Berton) : Alonzo
- Ignazio Balsamo (VF : Lucien Bryonne) : Joachim
- Gianni Baghino : Paco
- Giancarlo Bastianoni : homme de main de Rabek
- Antonio Corevi : Don Manuel
- Rosy De Leo : Carmencita
- Franco De Leone : messager de la Reine
- Attilio Dottesio : General Saveria
- Renato Malavasi : Alonzo
- Mauro Mannatrizio : soldat de Saveria
- Lea Nanni : une fille à l'auberge
- Nello Pazzafini : homme de main de Rabek
- Sina Relli : une fille à l'auberge
- Amerigo Santarelli : un des bagarreurs à la taverne
- Gaetano Scala : capitaine Gomez
- Andrea Scotti : Pedro
- Attilio Torelli : l'aubergiste à la fin du film
- Amedeo Trilli : aubergiste
- Bruno Ukmar : officier de Saveria
- Nazzareno Zamperla : Sadoch

Sources : ,

## Production

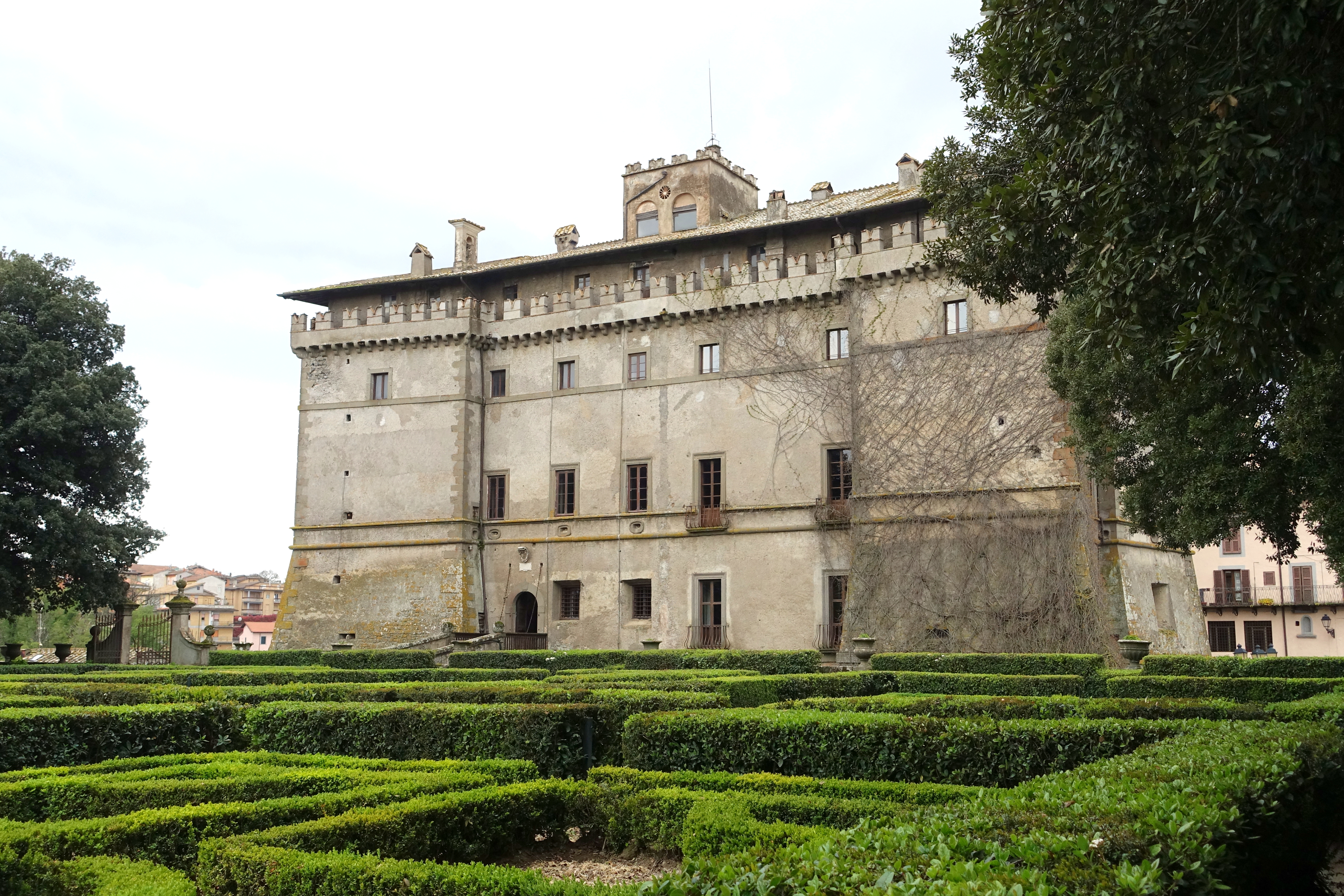
Castello Ruspoli, le château des deux princesses du film.

### Genèse
Lors d'un interview de 2006, Umberto Lenzi a indiqué sur l'origine du film : « Le film est né d'une plaisanterie. Nous avions parié qu'il était possible de réunir à l'écran, de manière absurde, deux personnages mythiques mais très dissemblables et d'en tirer un bon film. ».

### Tournage
Le film a été tourné en Italie. Les scènes se déroulant dans les jardins du château des deux princesses ont été tournées au Castello Ruspoli (it) se trouvant à Vignanello.

## Accueil

### Box-office
En France, le film a totalisé 682 129 entrées.